# Ruth Law
Ruth Law Oliver född 21 mars 1887 i Lynn USA död 1 december 1970 i San Francisco, var en amerikansk flygpionjär.
Law flygutbildades vid Wrights flygskola 1912. Sedan hon hade genomfört utbildningen köpte hon sitt första flygplan av Orville Wright 1912. Redan samma år började hon tävlingsflyga och försöka slå olika flygrekord. Hon blev den första kvinna som utförde flygmanövern looping vid en flyguppvisning i Daytona Beach 1915, och den första kvinna som bedrev mörkerflygning. 1916 deltog hon i en höghöjdsflygtävling, där hon slutade som tvåa. Under en period var hon även rekordhållare av hastighetsrekordet när hon 19 november 1916 slog Victor Carlstroms tid på sträckan Chicago-New York. Dagen efter flög hon med Henry Arnold som passagerare, över Manhattan tog bränslet slut och hon tvingades glidflyga till Governors Island för att landa. Senare köpte hon ett Curtissflygplan som hon modifierade med en ombyggnad av styrsystemet, så att det liknade Wrights dubbla spaksystem.
1917 blev hon anställd av amerikanska försvaret, hon blev därmed den första kvinna som bar militär uniform. I armén fick hon på grund av sitt kön inte flyga stridsuppdrag, utan hennes tjänst blev i huvudsak att utbilda piloter. När första världskriget var över, slutade hon som arméflygare och startade sin uppvisningsgrupp Ruth Law Flying Circus. Gruppen bestod förutom Law, som flög sitt Curtissflygplan, av två manliga piloter som flög varsin Curtiss Jenny. Ett av gruppens höjdpunkter var när de genomförde en tät formationsflygning med Law i mitten. Som manager och allt i allo för gruppen fungerade Laws man Charles Oliver. Han kände sig mer och mer stressad när hon genomförde våghalsiga flygningar en meter över racerbilar på flyguppvisningarna, och bad henne att sluta. Slutligen bestämde sig Law 1922 för att upphöra med all flygverksamhet, och bli hemmafru.